# Novaïa Gazeta
Novaïa Gazeta (en russe Новая газета, littéralement « Nouveau Journal ») est un journal socio-politique russe qui paraît trois fois par semaine, reconnu pour sa lutte en faveur de la liberté d'expression en Russie. 
En 2021, son rédacteur en chef Dmitri Mouratov, reçoit le prix Nobel de la paix, conjointement avec la journaliste philippine Maria Ressa, pour leur défense de la liberté d'expression et de la liberté de la presse.

## Histoire
Il fut créé en 1993, quand des journalistes décidèrent de quitter le quotidien Komsomolskaïa Pravda dans l'espoir de lancer un nouveau quotidien influent capable de dénoncer les problèmes de la société russe.
Fondé tout d'abord sous le nom de Novaïa Ejednievnaïa Gazeta (littéralement Le Nouveau Quotidien), il en changea par la suite pour devenir Novaïa Gazeta (Le Nouveau Journal).
Même s'il ne put satisfaire toutes les exigences qu'il s'était fixées, il a quand même pu s'imposer comme un tabloïd profondément indépendant, ce qui lui valut plusieurs procès. Le Washington Post le qualifie en 2017 de « principal journal d'opposition de Russie » (« Russia’s biggest opposition newspaper »).
Depuis 2000, six journalistes de Novaïa Gazeta ont été assassinés — ils dénonçaient, dans leurs articles, la corruption, les atteintes aux droits de l'homme et la guerre en Tchétchénie :
- Igor Domnikov (en) (1958-2000) ;
- Iouri Chtchekotchikhine (1950-2003) ;
- Anna Politkovskaïa (1958-2006) ;
- Stanislav Markelov (1974-2009) ;
- Anastasia Babourova (1983-2009) ;
- Natalia Estemirova (1958-2009).

En 2017, le rédacteur en chef, Dmitri Mouratov, estime le danger tel qu'il décide d'armer tous les collaborateurs de pistolets de défense.
Le 1er août 2017, le tribunal du district de Basmanny (un arrondissement du centre de Moscou) décide d'expulser vers l'Ouzbékistan le correspondant de la publication Ali Feruz, ce qui provoque une importante réaction publique, car il peut s'attendre à subir des persécutions et des tortures dans ce pays du fait de sa défense des homosexuels. Toutefois, la Cour suprême de la fédération de Russie casse ce jugement et l'autorise à quitter le pays pour se rendre dans un pays tiers.
L'ancien président soviétique Mikhaïl Gorbatchev et le milliardaire russe et ancien député de la Douma Alexandre Lebedev détiennent 24 % du journal et les journalistes eux-mêmes 76 % des parts.
Le 1er avril 2017, le journal publie un article d'Elena Milachina qui dénonce les persécutions menées par les autorités tchétchènes contre les homosexuels. Les jours qui suivent, le journal craint pour la sécurité de ses journalistes, après qu'une résolution adoptée à la mosquée Akhmad Kadyrov de Grozny promet de « châtier » les journalistes.*
En 2021, le rédacteur en chef de Novaïa Gazeta, Dmitri Mouratov, reçoit le prix Nobel de la paix, conjointement avec la journaliste philippine Maria Ressa, pour leurs efforts en faveur de la liberté d'expression et de la liberté de la presse. 
En mars 2022, durant le conflit armé entre la Russie et l'Ukraine, le journal reçoit plusieurs avertissements pour manquements à la loi sur les agents de l'étranger et est finalement contraint de suspendre sa publication en raison d'une nouvelle loi qui punit de 15 ans de prison toute diffusion d’information jugée « mensongère », c’est-à-dire non alignée sur le discours du Kremlin sur la guerre. Le 28 mars, le journal annonce suspendre sa publication jusqu'à la fin du conflit.
Le 7 avril 2022, Dmitri Mouratov est victime d'une agression dans un train en gare de Moscou : il est aspergé d'un mélange de liquides rouge qui lui brûle les yeux, et menacé.
En avril 2022, Novaïa Gazeta met en place une nouvelle édition appelée Novaïa Gazeta Europe, implantée à Riga en Lettonie, dans le but de contourner la censure et les menaces du régime russe.
En juillet 2023, à la sortie de l'aéroport de Grozny, la journaliste Elena Milachina et l'avocat Alexandre Nemov sont agressés. Celui-ci venait assister une cliente, Elena Milachina l'accompagnait. De plus, les agresseurs ont menacé de les tuer puis ils indiquent : « On vous avait prévenus. Partez d’ici et n’écrivez rien ».
En septembre 2022, la licence de publication du journal est révoquée par le tribunal Basmanny de Moscou qui soutient que des papiers administratifs manquaient lors de l'enregistrement du journal. L'ensemble de la rédaction du journal est de fait interdite d'exercer en Russie et les lecteurs privés d'accès à leur information.